# Aethiessa floralis
Aethiessa floralis är en skalbaggsart som beskrevs av Fabricius 1787. Aethiessa floralis ingår i släktet Aethiessa och familjen Cetoniidae. Inga underarter finns listade i Catalogue of Life.

## Bildgalleri

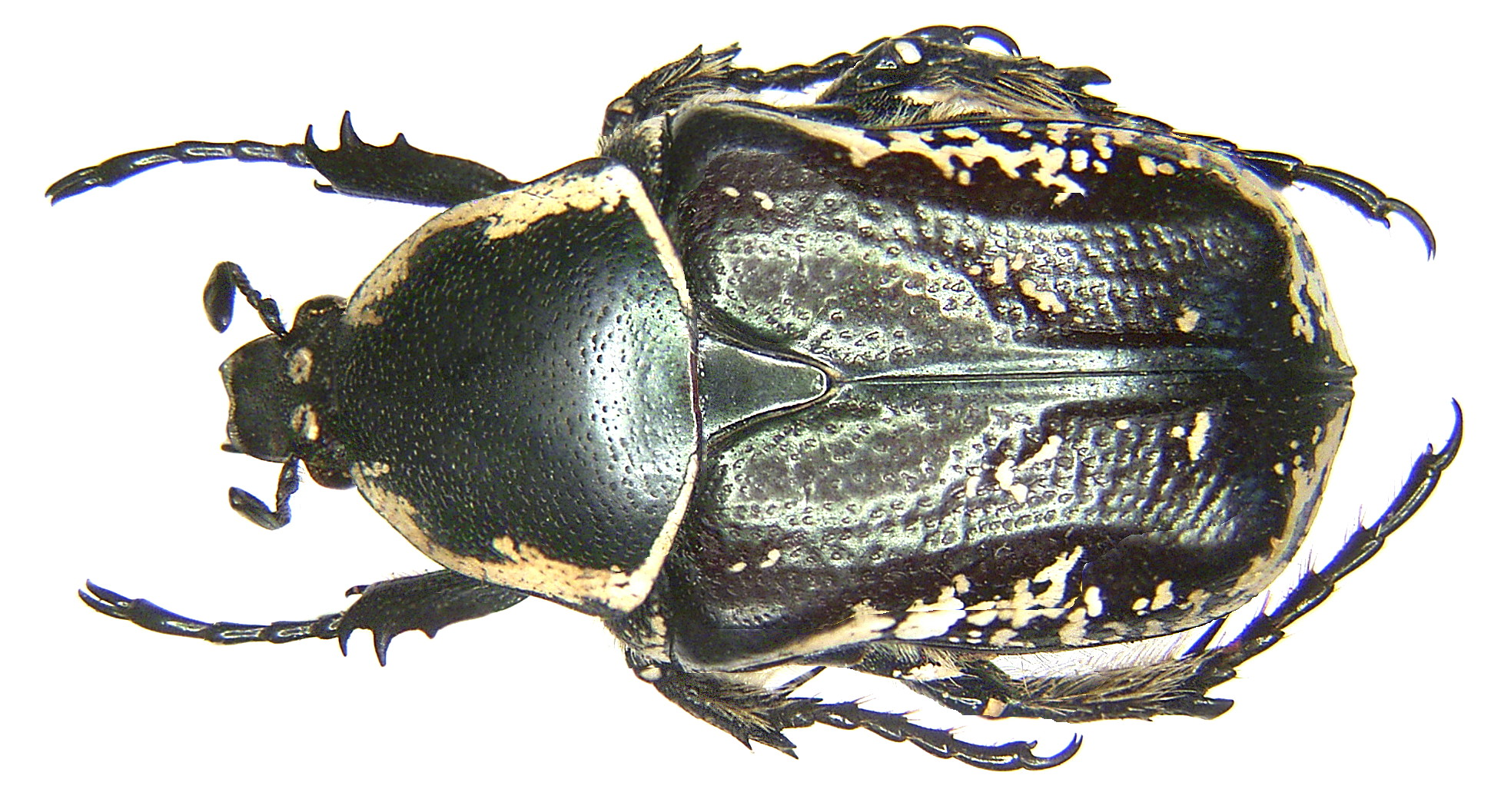